# Francofonia (film)
Francofonia è un film del 2015 diretto da Aleksandr Sokurov.

## Trama
Aleksandr è nella sua casa e, mentre cerca di mettersi in contatto con il suo amico Dirk, comandante di un cargo partito da Rotterdam verso l’Atlantico, circondato dai suoi libri dialoga con i fantasmi del passato: quelli che si sono addormentati all’inizio del XX secolo, Tolstoj, Čechov, i contadini e i marinai russi e poi anche con Marianne che di notte si aggira per le sale del Louvre e invoca Liberté, Égalité, Fraternité davanti al dipinto La zattera della Medusa. Finalmente Dirk riesce a collegarsi in audio e video e i due parlano del carico costituito dai container di un museo e dei pericoli del mare che si presenta burrascoso. Poi il collegamento si interrompe e, tornato ai suoi pensieri, Aleksandr sorvola i tetti di Parigi alla ricerca del Louvre.
All’inizio dell’estate 1940 l’esercito della Germania nazista entrò a Parigi dichiarata città aperta. Nelle immagini d’epoca Hitler gira per la città deserta diretto al Louvre. «Chi vorrebbe una Francia senza Louvre o una Russia senza Ermitage?» Si chiede Aleksandr. «Chi saremmo noi senza i musei?» E riflette sull’arte europea. Gli occupanti prendono possesso dei luoghi della cultura parigina e, presentandosi al Louvre, cercano Jacques Jaujard, direttore dei musei nazionali, rimasto al suo posto nonostante tutto; il conte Franziskus Wolff-Metternich lo informa di avere la missione della conservazione delle collezioni d’arte e dei monumenti francesi ed europei. L’aristocratico tedesco e il repubblicano francese, quasi coetanei, hanno un diverso passato ma entrambi hanno conosciuto le distruzioni della prima guerra mondiale nello scontro tra Francia e Germania. Nel 1940 la Francia viene divisa in due, completamente assoggettata ai tedeschi, ma apparentemente in pace. Intanto parte delle sculture e tutti i dipinti vengono evacuati dal Louvre per essere custoditi nei sotterranei di diversi castelli francesi, al sicuro da possibili bombardamenti.
Dirk riesce a ristabilire il collegamento: la nave e il suo prezioso carico sono in balia della furia degli elementi. «È un brutto giorno. Tutto si mescola: la tempesta, i naufraghi, l’Europa, Parigi, la guerra. Il tempo è un nodo. Quale tempo, d’altronde? La prima guerra mondiale, la seconda guerra mondiale... la bellezza del mondo antico». Negli anni ottanta viene decisa la costruzione del Grand Louvre, nel sottosuolo nasce «un’intera città» e Marianne percorre i corridoi sotterranei gridando Liberté, Égalité, Fraternité. Anche Napoleone si aggira per il museo e rivendica di avere lui, con le sue campagne militari, portato nel Louvre le vestigia delle antiche civiltà. In seguito Napoleone mostra compiaciuto il quadro dipinto a posteriori da Delaroche che lo raffigura mentre valica le Alpi a dorso di mulo per attaccare gli austriaci nell'Italia cisalpina.
«Lo stato ha bisogno di un museo per esistere». A partire dalla rivoluzione, la storia del Louvre si evolve e diventa «la grande strada europea dell’arte», come la chiama la voce narrante di Aleksandr. Di nuovo Napoleone: davanti al quadro di David della sua incoronazione si meraviglia di aver notato la presenza di prussiani nel museo. Il conte Metternich, presente il direttore Jaujard, tiene un discorso ai militari tedeschi ricordando che la Germania ha firmato la convenzione dell’Aia che pone il patrimonio culturale sotto la protezione dei paesi belligeranti. La Francia è fortunata, pensa Aleksandr, che la Germania le abbia riconosciuto il diritto ad esistere, cosa che non è accaduta ad altri popoli e ad altre nazioni, come la Russia bolscevica. Jaujard rimane direttore sotto l’autorità di Pétain e sotto il controllo dell’esercito tedesco, ma mantiene il suo personale, organizza esposizioni e acquista nuovi pezzi; il conte Metternich, dal canto suo, fa tutto quanto in suo potere per impedire che le opere d’arte possano essere trasferite in Germania scontentando più di un membro della cerchia di Hitler. Entrambi, per quanto non possano accordarsi liberamente, lavorano per tutelare un patrimonio artistico unico. Infine una voce li chiama e li invita a dare uno sguardo al proprio futuro, rivelando loro la rispettiva sorte dopo la guerra.

## Produzione
Le riprese sono state effettuate principalmente in Francia, a Parigi presso Rue de l'Echaudé, il Museo del Louvre e il Giardino delle Tuileries e a Sarthe presso il Château de Sourches (rifugio per capolavori durante la guerra); altre riprese sono state realizzate in Russia ed in Olanda.
Durante la produzione, si diceva spesso che questo film fosse girato in una sola ripresa, rendendolo il sequel ideale del precedente "film-museo" di Aleksandr Sokurov, Arca russa (2002). Alla fine, una tecnica di montaggio più tradizionale è stata scelta da Sokurov per raccontare la storia.

## Distribuzione
Il film venne proiettato la prima volta il 4 settembre 2015 alla 72ª Mostra internazionale d'arte cinematografica di Venezia; è stato in seguito presentato in altri festival cinematografici come il Toronto International Film Festival, Vancouver International Film Festival, London Film Festival e La Roche-sur-Yon International Film Festival.
Venne distribuito in Francia il 22 novembre 2015.
Arrivò nelle sale cinematografiche olandesi dal 4 febbraio 2016, mentre in quelle tedesche dal 25 febbraio successivo.
In Italia è stato distribuito al cinema dalla Academy Two il 17 dicembre 2015.

## Accoglienza

### Incassi
Il film ha incassato 307.000 dollari in Nord America e 701.000 dollari nel resto del mondo, per un totale di 1 milione di dollari.

### Critica
Sull'aggregatore di recensioni Rotten Tomatoes il film ha una percentuale di gradimento da parte della critica dell'87%, basata su 75 recensioni, con un voto medio di 6,94 su 10, mentre su Metacritic ha un punteggio di 71 su 100 basato sulle recensioni di 25 critici.